# Lind (bei Mayen)

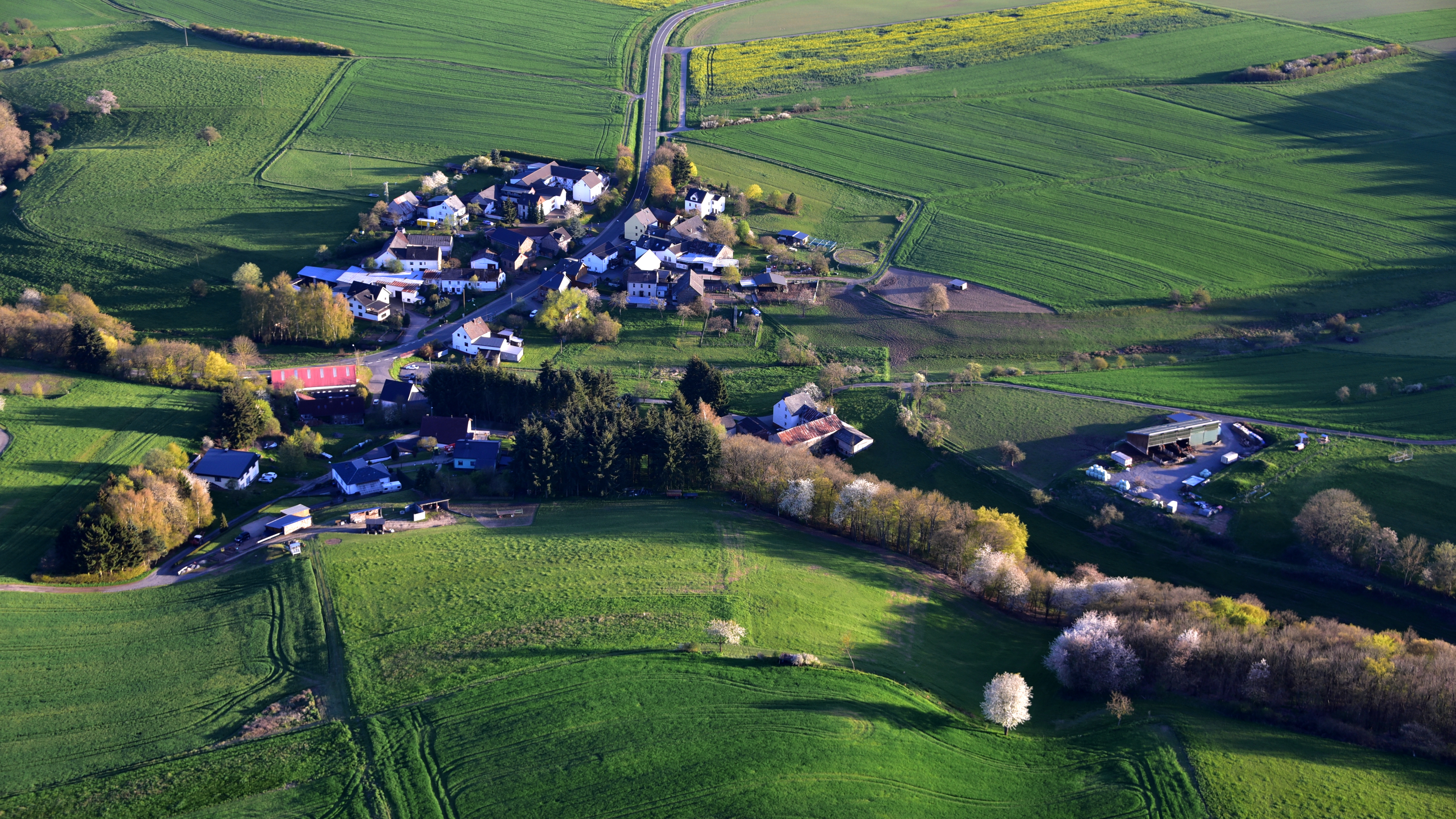
Lind

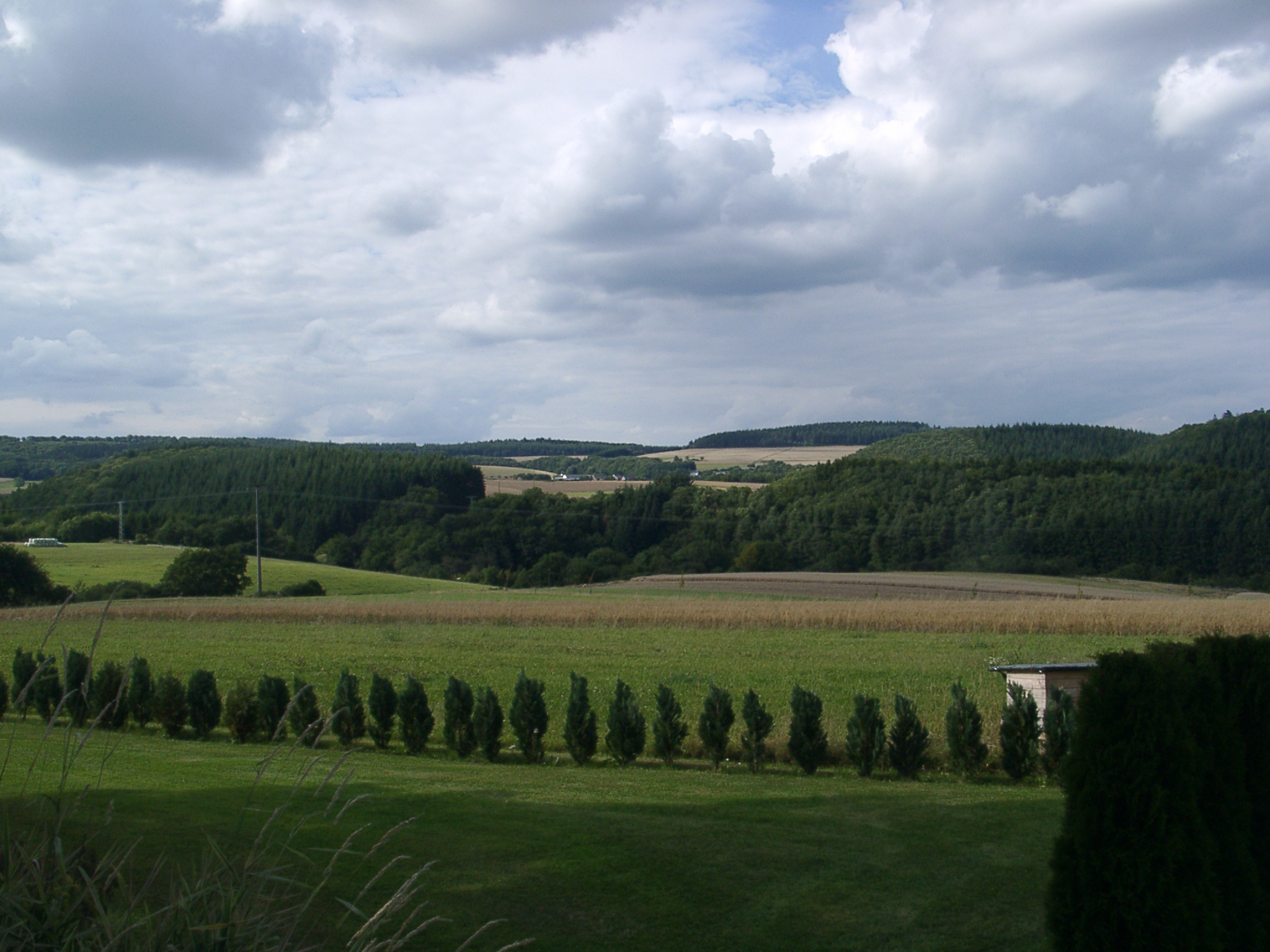
Eifellandschaft, in der Bildmitte Lind, fotografiert von Münk aus

Lind ist eine Ortsgemeinde im Landkreis Mayen-Koblenz in Rheinland-Pfalz. Sie gehört der Verbandsgemeinde Vordereifel an, die ihren Verwaltungssitz in Mayen hat. Lind ist die nach Einwohnerzahl kleinste Ortsgemeinde in der Verbandsgemeinde (Stand: 31. Dezember 2015).

## Geographie
Der Ort liegt auf etwa 500 m ü. NHN an der B 410 bei Nachtsheim nordöstlich von Boos in der zentralen östlichen Hocheifel.

## Geschichte
Lind gehörte bis zum Ende des 18. Jahrhunderts zur Grafschaft Virneburg. Zu Lind gehörte auch „Lind-Nitz“, heute der südlich des Nitzbachs liegende Teil der Gemeinde Nitz. Lind-Nitz zählte zwei Häuser und eine Mühle.
Im Jahr 1794 hatten französische Revolutionstruppen das Linke Rheinufer besetzt. Unter der französischen Administration gehörte Drees von 1798 bis 1814 zum Kanton Virneburg im Rhein-Mosel-Departement. Aufgrund der 1815 auf dem Wiener Kongress getroffenen Vereinbarungen kam die Region zum Königreich Preußen. Unter preußischer Verwaltung war die Gemeinde Lind dem Kreis Mayen im Regierungsbezirk Koblenz zugeordnet und wurde von der Bürgermeisterei Mayen verwaltet. Diese ging 1927 im Amt Mayen und 1970 in der Verbandsgemeinde Mayen-Land auf.
Nach dem Ersten Weltkrieg stand das Gebiet bis 1930 unter Französischer Militärverwaltung. Bei der Auflösung des Kreises Adenau im Jahr 1932 kam Lind zum Kreis Mayen. Seit 1946 ist die Region Teil des Landes Rheinland-Pfalz und gehörte bis 1949 bzw. 1955 zur Französischen Besatzungszone.
Im Zuge der kommunalen Neuordnung von Rheinland-Pfalz kam die Gemeinde am 7. November 1970 vom gleichzeitig aufgelösten Landkreis Mayen zum Landkreis Mayen-Koblenz.
Bevölkerungsentwicklung
Die Entwicklung der Einwohnerzahl von Lind, die Werte von 1871 bis 1987 beruhen auf Volkszählungen:
| Jahr | Einwohner |
| ---- | --------- |
| 1815 | 90        |
| 1835 | 91        |
| 1871 | 84        |
| 1905 | 69        |
| 1939 | 101       |
| 1950 | 105       |
| 1961 | 86        |

| Jahr | Einwohner |
| ---- | --------- |
| 1970 | 87        |
| 1987 | 64        |
| 1997 | 69        |
| 2005 | 50        |
| 2017 | 51        |
| 2022 | 56        |
|      |           |

## Politik

### Gemeinderat
Der Gemeinderat in Lind besteht aus sechs Ratsmitgliedern, die bei der Kommunalwahl am 9. Juni 2024 in einer Mehrheitswahl gewählt wurden, und dem ehrenamtlichen Ortsbürgermeister als Vorsitzendem.

### Bürgermeister
Wolfgang Spiering ist Ortsbürgermeister von Lind. Da für die Direktwahlen am 26. Mai 2019 und 9. Juni 2024 jeweils kein Wahlvorschlag eingereicht wurde, oblag die Neuwahl des Bürgermeisters gemäß rheinland-pfälzischer Gemeindeordnung den neu gewählten Räten. Diese bestätigten auf ihren konstituierenden Sitzungen in den Jahren 2019 bzw. 2024 den bisherigen Amtsinhaber Wolfgang Spiering für jeweils fünf weitere Jahre in seinem Amt.

### Wappen
| Wappen von Lind | Blasonierung: „In Rot über einem goldenen Rad mit acht Lindenblattspeichen drei silberne Lilien.“ |
| Wappen von Lind |                                                                                                   |

## Kirche
In Lind gibt es eine katholische Josefskapelle (Filialkirche von Boos, Seelsorgeeinheit Nachtsheim).
- Siehe auch Liste der Kulturdenkmäler in Lind (bei Mayen)